# Cliff House (Manitou Springs, Colorado)
 
Cliff House en Manitou Springs, Colorado, es un hotel de estilo Queen Anne en el distrito histórico de Manitou Springs. Es una lista del Registro Nacional de Lugares Históricos. Es miembro de Historic Hotels of America, el programa oficial del National Trust for Historic Preservation.

## Historia
El Sr. Webster y el Sr. Shurtleff, empresarios de Canadá, aportaron la inversión para construir , el segundo hotel más grande de Manitou Springs en 1874. Se encuentra cerca de Soda y Navajo Springs. Antes de su incorporación, en algún momento después de 1874, podía albergar hasta 100 personas.
El hotel, que alguna vez fue una parada de diligencias, fue visitado por Clark Gable y Theodore Roosevelt.

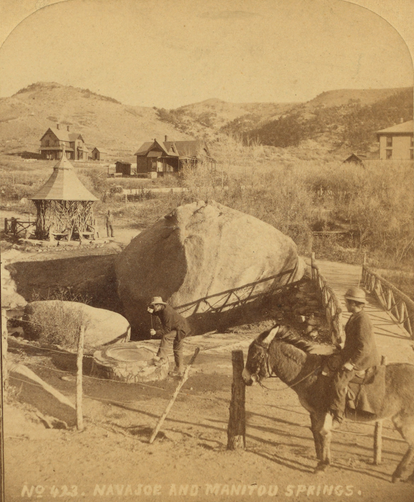
Navajo and Manitou springs, Colorado, from Robert N. Dennis collection of stereoscopic views. Cliff House is in the rightmost upper corner of the photograph.
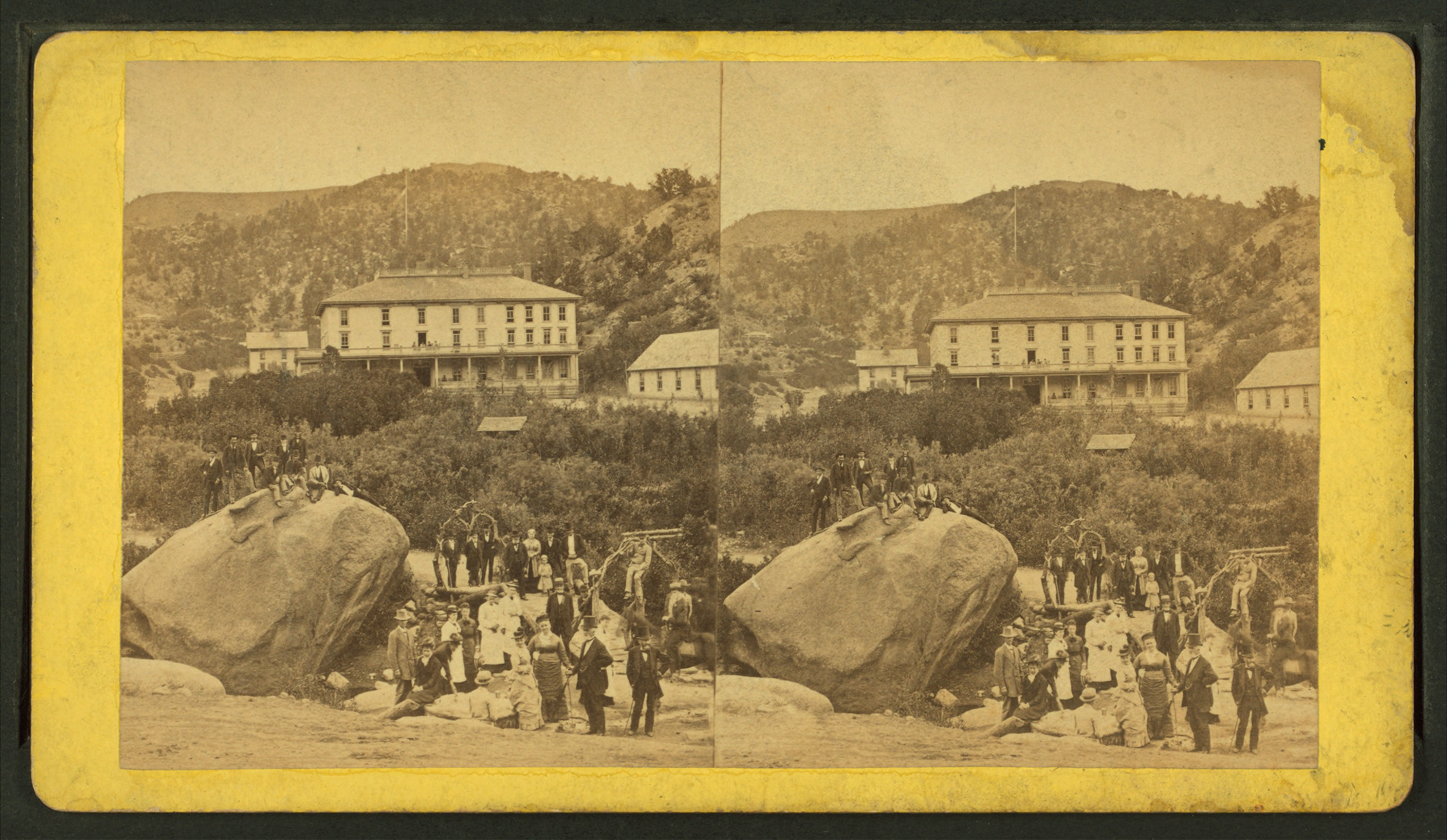
Cliff House, Manitou Park, Colorado, from Robert N. Dennis collection of stereoscopic views
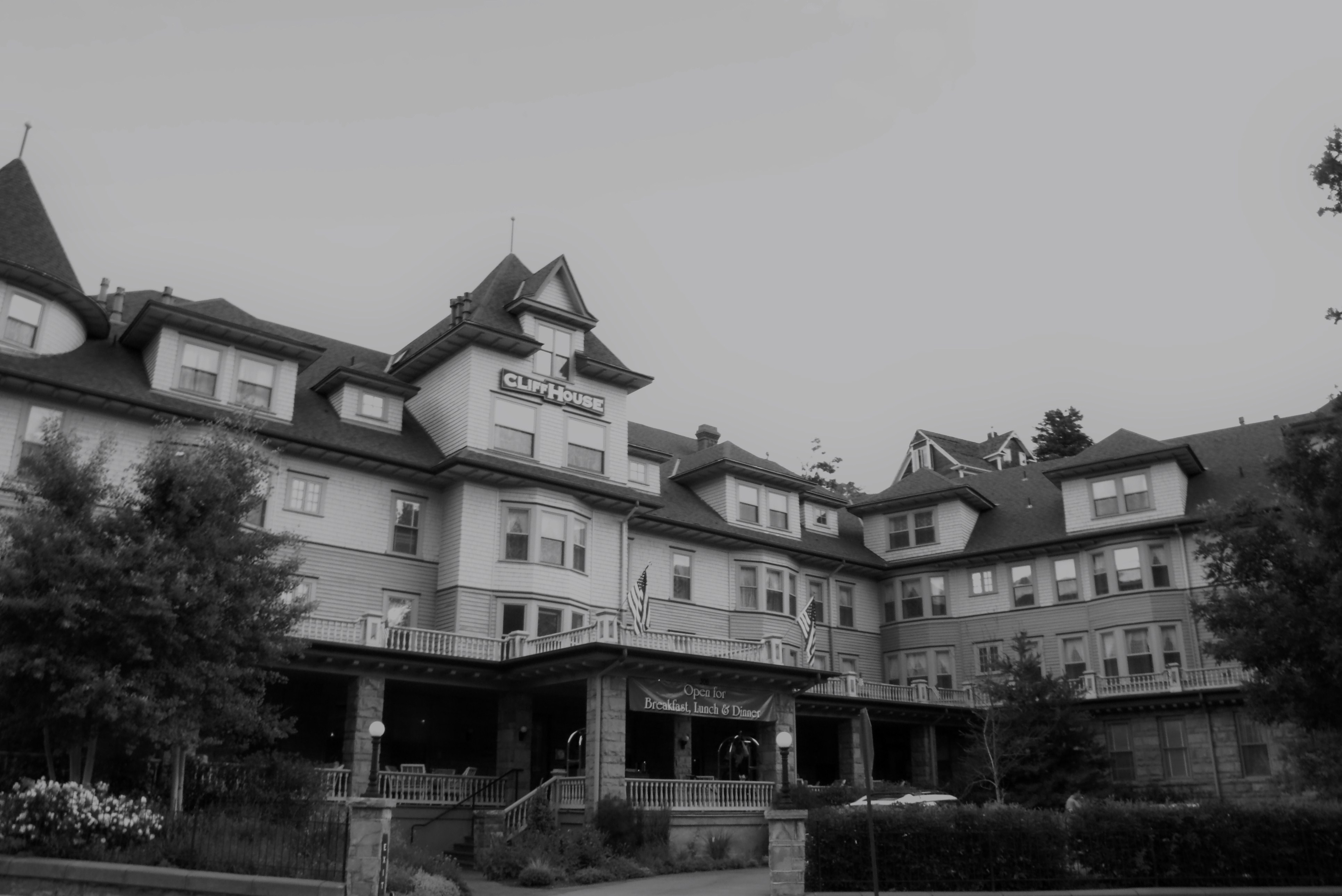